# Universidad del Rosario
La Universidad del Rosario, oficialmente Colegio Mayor de Nuestra Señora del Rosario, es una universidad privada colombiana con la forma jurídica de Colegio mayor. Fue fundada en el año 1653 en la entonces Santa Fe, hoy Bogotá, por el fraile dominico fray Cristóbal de Torres y Motones. La universidad se distingue por su rico patrimonio histórico y su misión académica se centra en ofrecer una formación integral que combina los enfoques científicos, éticos y humanísticos.
La Universidad del Rosario cuenta con acreditación Institucional de alta calidad por 8 años, otorgada por parte del Ministerio de Educación Nacional y el Consejo Nacional de Acreditación. Así mismo, desde 2018 se encuentra acreditada institucionalmente, por cinco años, por la Agencia Europea de Aseguramiento de la Calidad (EQAA). 
Se destaca como una de las mejores universidades de Colombia y América Latina, según el QS Universities Rankings de 2024, en el que ocupa la posición número 32 en América Latina y se ubica dentro de las cinco mejores a nivel nacional. 
En la más reciente versión del QS World University Rankings by Subject, la Universidad del Rosario se destaca en 7 áreas de conocimiento. Es la segunda mejor universidad privada del país en las áreas de economía, así como en estudios políticos e internacionales. Además, se posiciona entre las tres mejores universidades privadas en leyes, medicina y ciencias biológicas. En el campo de los negocios, ha ascendido en el ranking, consolidándose como una de las más destacadas a nivel mundial.
Así mismo, se destaca como una de las instituciones privadas de Bogotá líderes en investigación, ocupando la tercera posición en el SCImago Institutions Ranking.

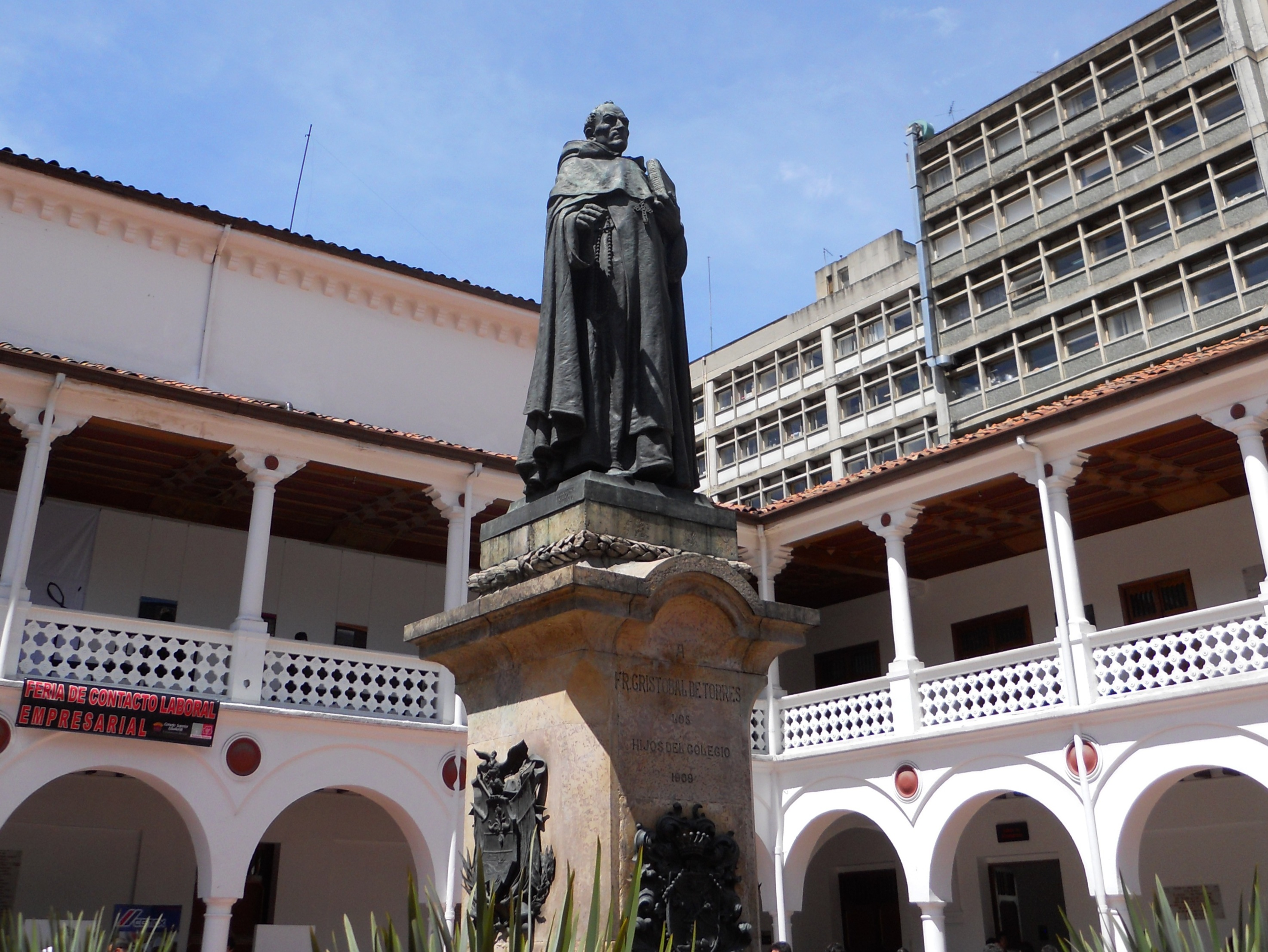
Estatua de Fray Cristóbal de Torres, fundador del colegio mayor de Nuestra Señora del Rosario en 1653. Obra de Dionisio Renart (1909).

## Historia

### SigloXVII
La Universidad del Rosario fue fundada en 1653 con la licencia concedida por el rey de España Felipe IV a Fray Cristóbal de Torres y Motones en 1651. De acuerdo a la Cédula  Real se debía crear un colegio en la ciudad de Santafé en el que se impartieran las cátedras de leyes, teología y medicina. Así se fundó en 1653 el colegio mayor de Nuestra Señora del Rosario. El colegio mayor propuesto por Cristóbal de Torres tenía como referente al colegio mayor del arzobispo de Salamanca, cuyo tipo de gobierno era elegido por votación por un determinado número de colegiales. En las constituciones del colegio mayor del Rosario, documento en el que se establecieron las normas y características de la institución, se describía este tipo de gobierno además de los deberes de los colegiales, catedráticos, capellanes, rectores, los requisitos para el ingreso de los estudiantes, las normas cotidianas sobre la alimentación, ceremonias religiosas y otros protocolos. 
En 1654 murió fray Cristóbal de Torres. Durante sus primeros diez años, el colegio fue regentado por la Orden de Predicadores, a la que perteneció este fraile fundador quien también fue el arzobispo de Santafé. Este tipo de gobierno a cargo de una orden religiosa iba en contra de lo dispuesto en las Constituciones, lo que llevó a Cristóbal de Araque, nombrado por fray Cristóbal de Torres como rector perpetuo del colegio, a emprender un pleito en contra de la Orden de Predicadores. A mediados de la década de 1660 Araque logró que se ratificaran las disposiciones del fundador, que se instaurara la autonomía al colegio y que pasara a ser regido por un cuerpo colegiales y consiliarios.
Fue la tercera universidad más antigua de Colombia, detrás de la Universidad Santo Tomás, fundada en 1580, y de la Pontificia Universidad Javeriana, de 1623. 
Inicialmente, el Fundador designó a dos frailes dominicos como Rector y Vicerrector respectivamente, pero se reservó el derecho de nombrar a los Colegiales que gozarían de beca completa y vivirían en el claustro, hasta su grado, más o menos durante siete años
Al no haber designado entre estos primeros alumnos a ningún religioso de la orden de Santo Domingo los frailes, que consideraban el colegio como un bien propio adquirido por donación, protestaron ante el Fundador quien en respuesta dictó las constituciones que aún hoy rigen en lo esencial y demandó a la orden para que entregara el colegio a los colegiales de número.

### SigloXVIII
Por la Real Cédula de 1768 de Carlos III, es reconocido como un "Real Colegio Mayor de Estatuto" al igual que los seis Colegios Mayores de España, con lo cual se continúa en América la tradición universitaria del Estudio de Salamanca. El fundador estableció como símbolo la Cruz de Calatrava y dictó las Constituciones, que rigen la organización. Las Constituciones originales de la Universidad fueron redactadas por De Torres y publicadas por Cristóbal de Araque Ponce de León, rector perpetuo del colegio.
De 1762 a 1767, José Celestino Mutis fue catedrático en la Universidad del Rosario, dictando clases de Matemáticas, Física y Ciencias Naturales en Latín. Hoy en día sus restos mortales reposan junto a los del fundador en la histórica capilla de la universidad: La "Capilla de La Bordadita", patrimonio histórico de la Nación. Varios de las más importantes figuras de la independencia de Colombia fueron alumnos de la universidad, algunos de ellos fueron Jorge Tadeo Lozano, Camilo Torres Tenorio y Francisco José de Caldas. Durante el periodo de la Reconquista Española el claustro de la universidad fue convertido en cárcel, pero no dejaron de dictarse las respectivas clases.
Durante este período sus aulas tuvieron presos a próceres tales como Policarpa Salavarrieta y el mismo Caldas, de hecho cuando este último fue conducido al "cadalso", trazó con carbón su célebre ideograma θ, de thanatos, que quedó inmortalizado en el claustro a través de una posterior grabación en el muro junto a las escaleras principales, y el cual, se ha acuñado como símbolo de la ciencia en Colombia, siendo hasta hace unos años el logo de Departamento Administrativo de Ciencia y Tecnología - Colciencias de la República de Colombia.

### SigloXIXrepublicano

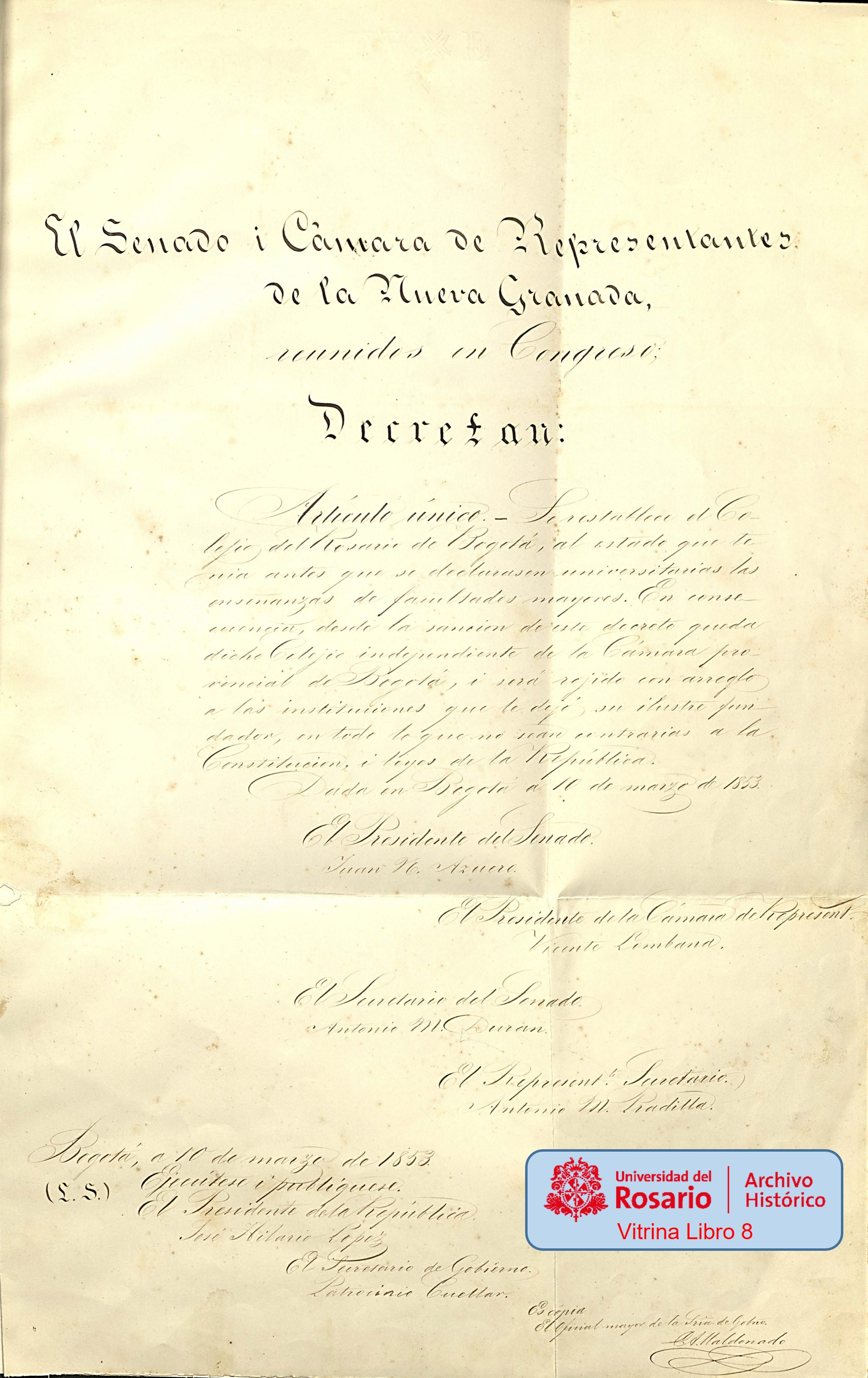
En 1853, el Gobierno de la Nueva Granada devolvió la autonomía al Colegio del Rosario.

Durante el siglo XIX la universidad acompañó en primera línea a la naciente República de Colombia en la búsqueda de su identidad, luchando a la vez por la preservación de su autonomía y, como se reseña en la propia página web de la institución "a pesar de haber perdido buena parte de su patrimonio, asegurando la continuidad de la tarea educativa, entre el fragor de las batallas ideológicas y de las muchas guerras civiles.
A lo largo de este periodo, varios catedráticos de la universidad fueron simultáneamente funcionarios del gobierno, entre ellos el doctor Liborio Zerda. 
En 1889 la Facultad de Jurisprudencia se retiró del claustro y fue anexada a la Universidad Nacional de Colombia, por entonces la Universidad del Rosario estaba dedicada a la formación de bachilleres. De 1885 a 1892 la universidad pierde temporalmente su autonomía pasa a incorporarse de igual forma a la Universidad Nacional, por disposición del gobierno nacional. En 1906, tras otro acuerdo con el gobierno durante la presidencia de Rafael Reyes se instituyó nuevamente la facultad de Jurisprudencia.

### SigloXX
Ya para el siglo XX, y mediante la práctica de tres principios, como lo son: la tolerancia, el respeto por las ideas ajenas y una responsable libertad académica, los alumnos Rosaristas se formaron con una conciencia de servicio a la patria, llegando incluso a participar en momentos cruciales de la vida política de Colombia como la Séptima papeleta, pero ante todo con un firme compromiso de fidelidad hacia los ideales del Fundador. No es de extrañar en este sentido, que muchos de los artífices de la Colombia del siglo XX hayan pasado por sus aulas, siendo algunos de ellos Alfonso López Michelsen, Alberto Lleras Camargo (estudio en la secundaria) y Eduardo Santos, entre otros Presidentes de la República Rosaristas de este siglo.
En 2019 recibió la Orden De Boyacá en grado Cruz de Plata como reconocimiento a sus aportes a la nación colombiana durante sus 365 años de historia.

## Oferta académica
Su oferta académica está compuesta por 40 programas de pregrado, más de 150 especializaciones, 38 maestrías, más de 32 especializaciones médico-quirúrgicas, 10 doctorados y otras ofertas listadas a continuación:
- Programas de pregrado
- Programas de posgrado
- Educación virtual
- Programas en regiones
- Educación continua y consultoría
- Idiomas
- Summer School

### Unidades académicas
1. Escuela de Administración
2. Facultad de Jurisprudencia
3. Facultad de Ciencias Naturales
4. Facultad de Creación
5. Facultad de Emprendimiento
6. Escuela de Ciencias Humanas
7. Escuela de Medicina y Ciencias de la Salud
8. Facultad de Economía
9. Facultad de Estudios Internacionales, Políticos y Urbanos
10. Escuela de Ingeniería, Ciencia y Tecnología
11. Graduate School of Business - GSB

## Sedes

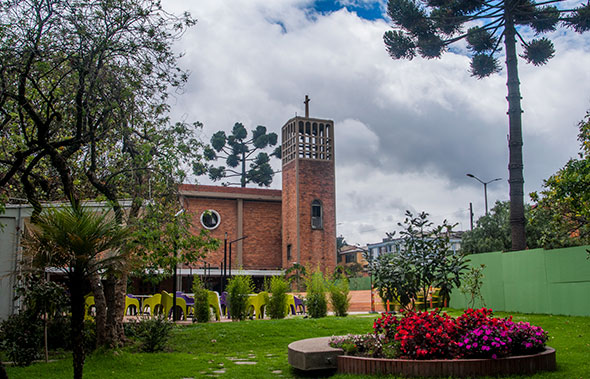
Sede Quinta de Mutis

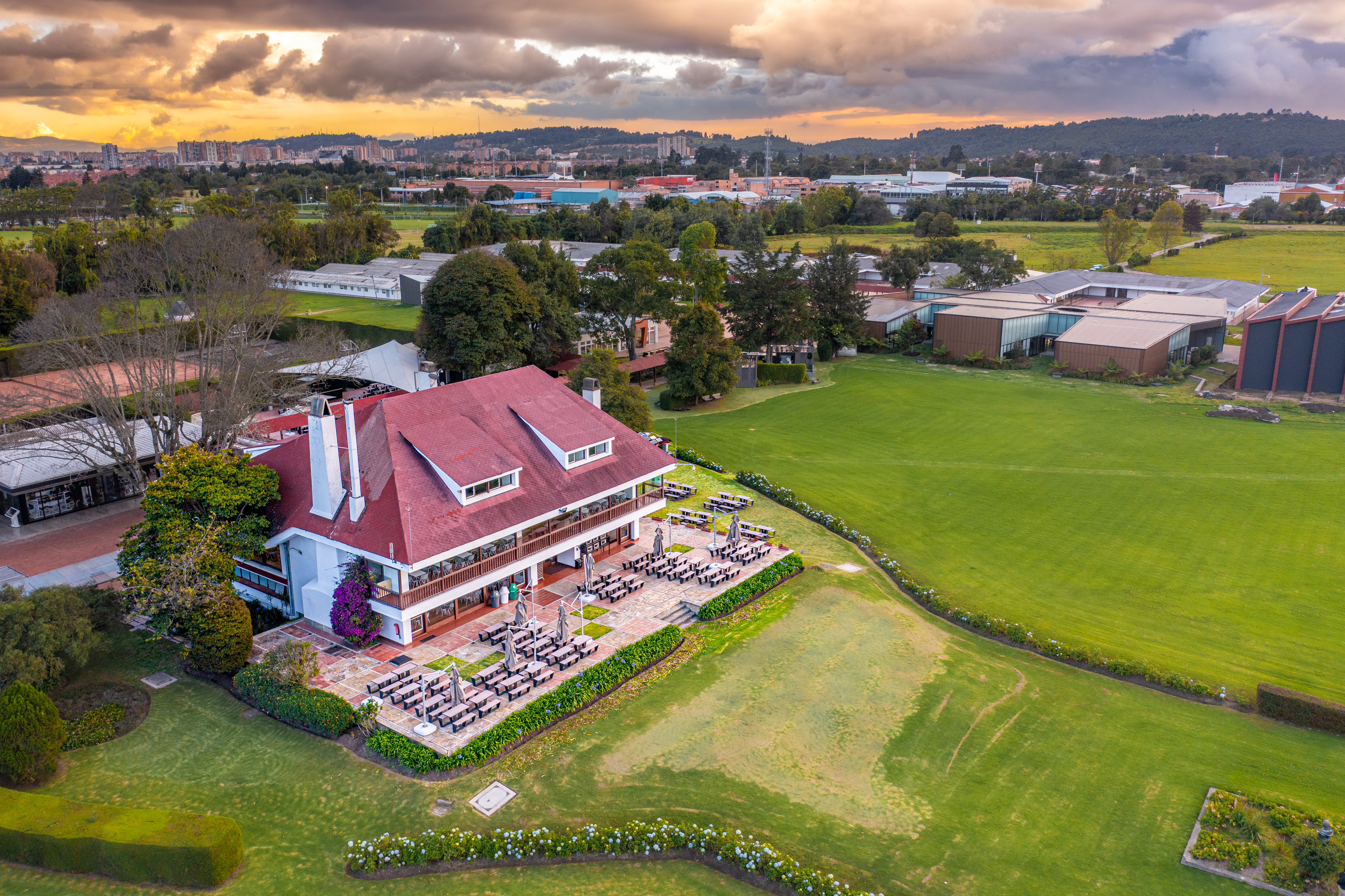
Sede de Emprendimiento, Innovación y Creación

La Universidad del Rosario cuenta con 7 sedes:
Sede Claustro:
Calle 12c #6-25 | Es la sede principal de la Universidad y cuenta con edificaciones que son patrimonio histórico de la capital del país. Se trata de uno de los primeros centros de enseñanza superior de la ciudad, vocación que ha mantenido desde su fundación.
El Claustro y la capilla de La Bordadita destacan como algunas de las construcciones más antiguas del centro histórico de Bogotá.
Sede Quinta de Mutis:
Carrera 24 #63c - 69 | Ubicada en el sector del Siete de Agosto, dispone de aulas de clase e informática, laboratorios de práctica, campos deportivos y una biblioteca médica. Allí se encuentran los programas de la Escuela de Medicina y Ciencias de la Salud, y los de la Facultad de Ciencias Naturales.
Sede de Emprendimiento, Innovación y Creación:

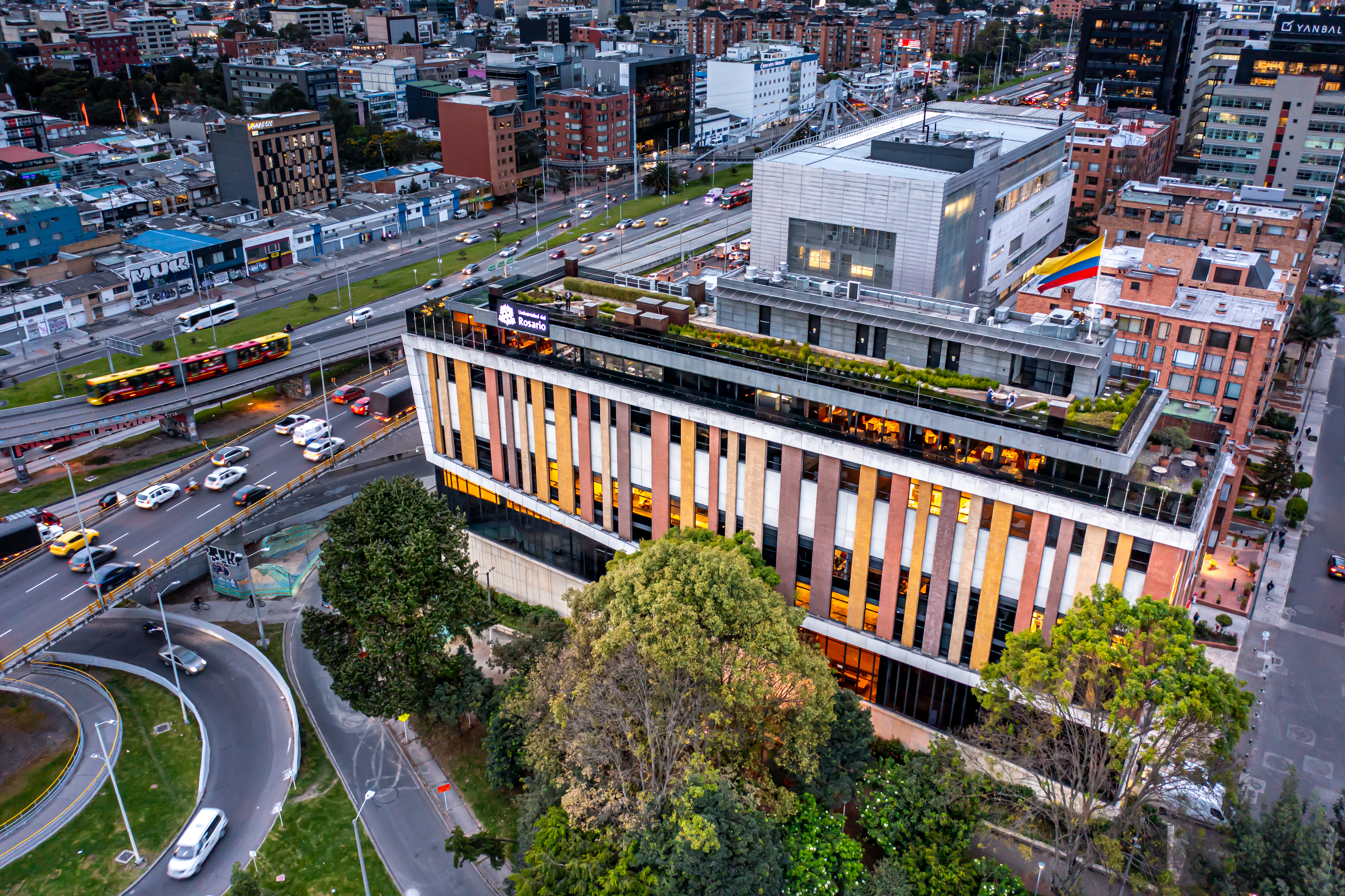
Sede Nova - GSB, Centro de Experiencia y Aprendizaje

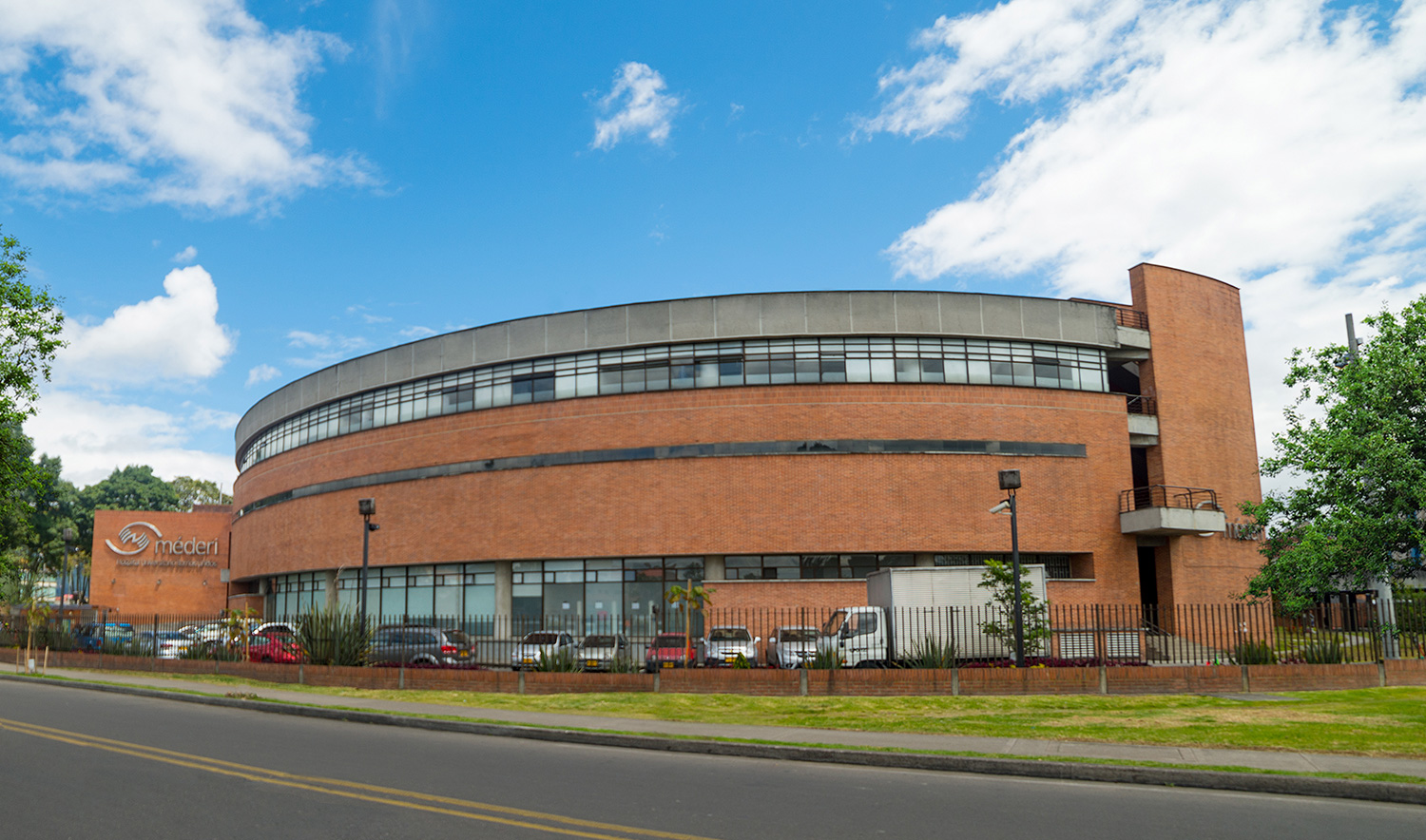
Hospital Universitario de Barrios Unidos

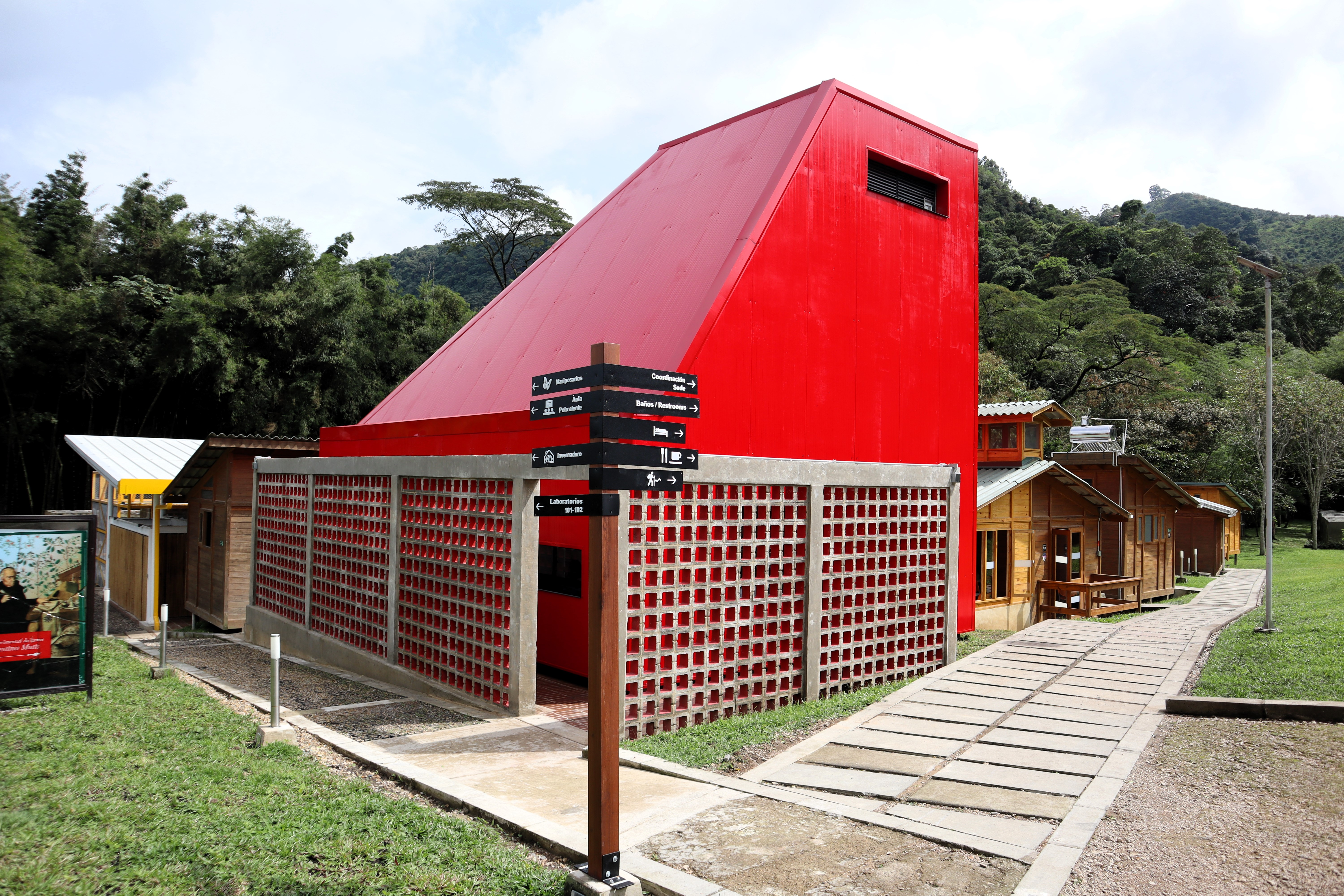
Estación Experimental José Celestino Mutis

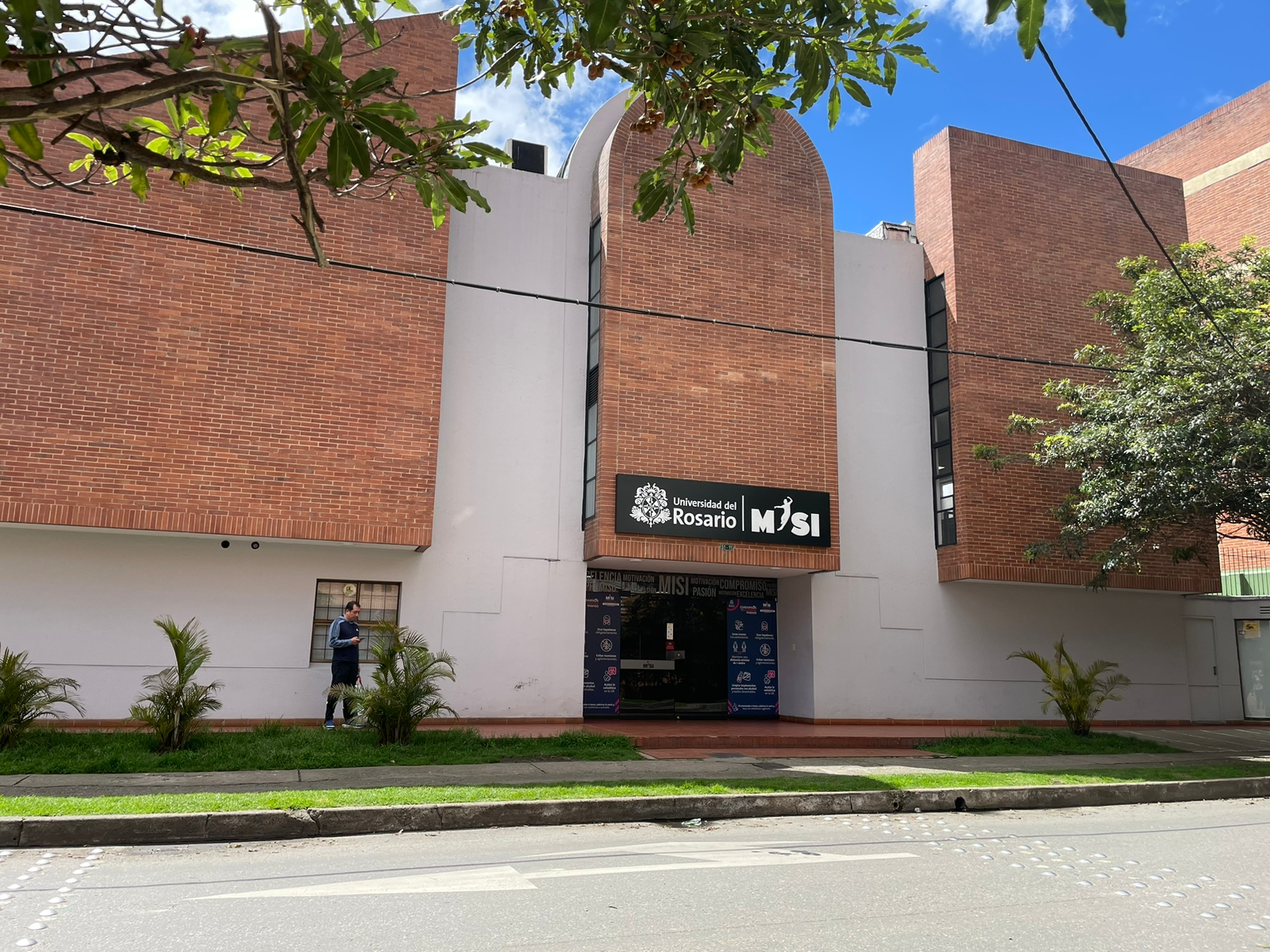
URosario Misi

Calle 200 entre Autopista Norte y carrera Séptima | Campus con un enfoque en la sostenibilidad ambiental y el bienestar. 
Abarca 44 hectáreas de áreas de árboles y otras áreas verdes, modernas aulas de clase y escenarios deportivos.
Sede Nova - GSB, Centro de Experiencia y Aprendizaje:
Transversal 23 #93 - 23 | Sede de formación posgradual en el campo de los negocios.
Fue creada en 2015 con el objetivo de ofrecer alternativas de formación empresarial de alto nivel, adoptando el innovador modelo pedagógico de aprendizaje basado en retos, desarrollado por Apple, que promueve un aprendizaje significativo a través del análisis y la resolución creativa de problemas empresariales concretos.
Red Hospitalaria:
Conformada por el Hospital Universitario Mayor (Méderi), el Hospital Universitario de Barrios Unidos (Méderi), la Fundación Cardioinfantil, la Clínica Nuestra señora de la Paz, el Centro Policlínico del Olaya, la Clínica de los Nogales y la IPS Virrey Solís.
En estos escenarios, la Escuela de Medicina y Ciencias de la Salud despliega su actividad teórico-práctica.
Estación Experimental José Celestino Mutis:
Ubicada entre los municipios de La Vega y Sasaima, en el departamento de Cundinamarca, a una distancia de 1,5 horas de Bogotá.
Dispone de una variedad de instalaciones como 40 insectarios, senderos peatonales, cabañas de madera, un laboratorio para experimentación, cuartos técnicos con planta eléctrica y zona de estacionamiento, entre otros recursos.
Sede URosario Misi:
Está equipada con áreas especialmente acondicionadas para el desarrollo de actividades artísticas, ofreciendo amplios espacios para la práctica de la danza y el teatro, salones de piano y técnica vocal, así como un salón de música con instrumentos y una zona de recepción. Desde 2019, cuenta también con la Sala María Isabel Murillo, diseñada para albergar a 70 espectadores y provista de sistemas de iluminación y sonido, ideal para puestas en escena y clases abiertas.
URosario Misi es la compañía con mayor trayectoria y reconocimiento en la producción de espectáculos de teatro musical y la formación de artistas integrales en Colombia. Actualmente, hace parte de la Facultad de Creación de la Universidad del Rosario.

## Organismos
El presidente de la República de Colombia asume el cargo de "patrono de la Universidad", siendo la máxima autoridad de la institución. Una posición que desde los inicios de la República de Colombia han ocupado sin excepción alguna todos los presidentes, siendo Simón Bolívar el primer patrono en aceptar tales honores y en ser posesionado ante el cuerpo colegiado. No obstante, a pesar de ser una institución de carácter privado, de acuerdo con las constituciones promulgadas por su fundador, la Universidad no pertenece a ninguna orden religiosa ni al Estado, y así se ha mantenido desde su fundación con total autonomía ideológica, económica y en la toma de decisiones.
Los órganos de gobierno recaen en los colegiales, quienes tienen la misión de designar, con los Consiliarios,  al rector, y con este tienen el encargo de la elección y nombramiento de los Consiliarios, todos ellos personalidades honorables y destacadas en el ámbito nacional, y que a su vez escogen a dichos colegiales y al Rector. Lo anterior, siguiendo el tradicional modelo importado de la Universidad de Salamanca en el siglo XVII. La Colegiatura a su vez está compuesta por los colegiales de número, quince estudiantes activos y de grandes méritos académicos y, por sobre todo, de altas calidades morales y de conducta. Uno de los quince colegiales es escogido por la Consiliatura con el aval del patrono de la Universidad, quien es el mismo Presidente de la República, para ser el colegial mayor. La Consiliatura elige al Síndico por un periodo igual al del Rector y podrá ser reelegido indefinidamente.
El Síndico se encarga de manejar los haberes de la Universidad y debe presentar un informe anual a la Consiliatura. Por su parte, la función de la Secretaría General es validar y garantizar los actos institucionales y jurídicos que se lleven a cabo. Los consiliarios son cinco personas elegidas por un cuerpo electoral compuesto por el Rector y los quince colegiales de número, para un periodo de cuatro años con posibilidad de reelección indefinidamente. A su vez, la Consiliatura tiene la responsabilidad de convocar a elección del rector y de elegirlo junto con los colegiales de número.
La Colegiatura también es un organismo importante que trabaja en la elección del rector y los consiliarios. Esta es una figura que nació en el periodo colonial y fue ejercida por los primeros 15 estudiantes (llamados colegiales mayores). Entre ellos es elegido un estudiante que es designado como Colegial Mayor, máxima autoridad entre los colegiales.

## Investigación
El Rosario cuenta actualmente con cuarenta y tres (43) grupos de investigación, de los cuales trece (13) tienen la más alta calificación otorgada por Colciencias. Para 2017, la institución contaba con 390 publicaciones (WOS/SCOPUS), de las cuales el 42,4% se encuentran en revistas Q1, y el 48,5% se desarrollaron en colaboración con académicos e investigadores internacionales. En 2017, el repositorio institucional ocupó el segundo lugar del país en el ranking Webometrics, #15 en América Latina y 359 a nivel mundial. 

## Editorial
La Editorial Universidad del Rosario es la dependencia editora de la Universidad del Rosario que tiene como misión publicar los textos producto de la labor científica y docente de la Universidad.
Todos los textos garantizan una investigación rigurosa y contribuyen de forma decidida con la docencia y con el trabajo investigativo que se realiza en la Universidad.
La Editorial Universidad del Rosario ha logrado reconocimiento por la calidad académica y editorial de las publicaciones gracias a su consolidación y a la promoción de su fondo editorial impreso y digital, a las coediciones, a su catálogo en línea, al portal de las revistas de la Universidad (OJS) y al proyecto Cognoscere-Sapere (visibilidad y conocimiento en América Latina). A la fecha, la Editorial cuenta con más de 800 títulos (720 de los cuales siguen siendo comercializados), 160 de ellos también en formato E-book; 9 revistas científicas y más de 400 Documentos de Investigación. Todo esto obedece a un ejercicio de planificación, en el que prima el servicio a la comunidad académica y a la sociedad, para la difusión de conocimiento pertinente para el desarrollo económico, social, político y cultural del país.

## Símbolos
Los símbolos que identifican al Claustro son:

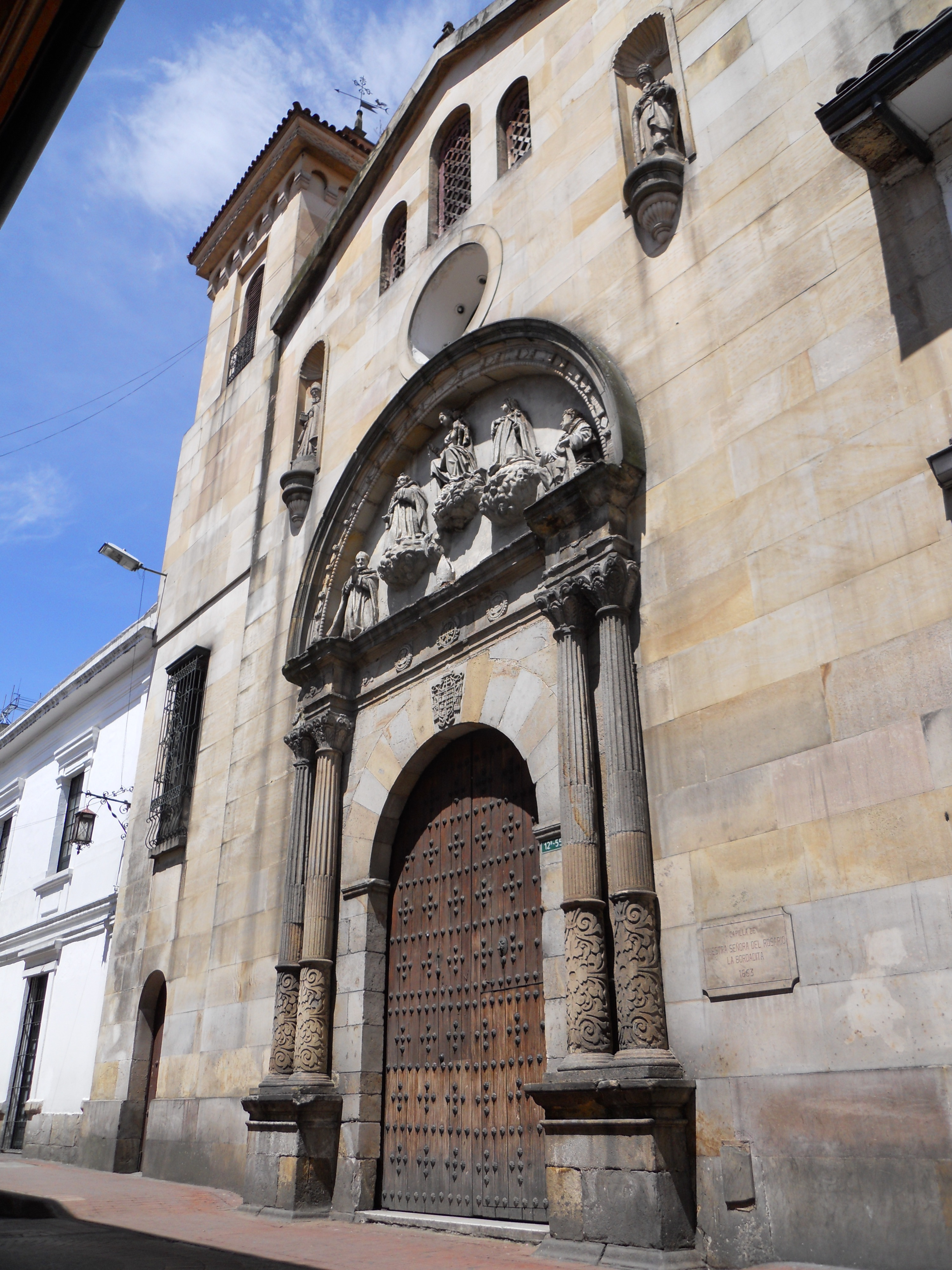
Fachada de la iglesia La Bordadita.

### La Virgen de La Bordadita
La virgen patrona del colegio es La Bordadita, quien preside la capilla con su nombre, ubicada en el costado oriental del claustro. La imagen viste un manto en seda y oro, que según la tradición oral fue tejido por la reina Margarita de Austria. Así lo atestigua Pedro Alcántara Herrán, en el tomo III del Papel Periódico Ilustrado:

"La iglesia que es de sencilla construcción, tenía el altar mayor, en el cual se veneraba a la Patrona del Colegio, en la imagen que para el mismo labraron las reales manos de Doña Margarita de Austria, y que era conocida generalmente con el nombre de La Bordadita".

### El Archivo Histórico
Conserva documentos originales sobre la historia de la universidad, la cual hace parte de la historia de Colombia y de la de Bogotá. El documento más antiguo data de 1646. Se trata del informe que solicitó el rey Felipe IV a la Real Audiencia de Santafé sobre la intención del arzobispo de Santafé, Cristóbal de Torres y Motones, de fundar el colegio mayor de Nuestra Señora del Rosario, siguiendo el modelo del colegio mayor del Arzobispo en Salamanca. Entre las series documentales más importantes se destacan: cédulas reales, informaciones de nobleza y limpieza de sangre, decretos sobre educación, textos de estudio, libros de matrículas, entre otros muchos y los documentos se examinan por medio de microfilmes.

### El Claustro
Ubicado en el centro histórico de Bogotá, separado de la avenida Jiménez de Quesada por la Plazoleta del Rosario, en la calle 12c con carrera 6.ª. Esta construcción data del siglo XVII y tiene un estilo colonial propio de la época. Fray Cristóbal de Torres y Motones, el fundador del colegio Mayor, inició su proyecto de crear esta institución cuando en 1651 obtuvo la aprobación real y adquirió los terrenos donde, en 1653, culminaron las obras de este colegio universitario donde los estudiantes podían residir, mientras cursaban cátedras de teología, canónes (o leyes) o medicina, aunque esta última no llegó a fundarse oficialmente sino hasta 20 años después, en 1673.
Arquitectónicamente, el claustro está compuesto por 4 crujías (corredores) de 2 plantas alrededor de un patio amplio.

#### Estatua de fray Cristóbal de Torres y Motones
La estatua de Fray Cristóbal de Torres y Motones se encuentra ubicada en el centro de la plazoleta del Claustro de la Universidad de Rosario y ha representado, durante más de un siglo, un símbolo de identidad y de pertenencia para la comunidad rosarista. Fue construida en Barcelona desde 1906 hasta 1909 por el escultor y astrónomo Dionisio Renart y García. 

En marzo de 1906, y con el propósito de homenajear la memoria y la obra del fundador de la Universidad, una junta organizadora, presidida por Nicolás Esguerra, José Manuel Marroquín y Rafael María Carrasquilla, es encargada de recaudar fondos entre los rosaristas para erigirle una estatua al fundador. La recolección, que inicialmente se dio solo entre estudiantes y egresados del colegio Mayor, terminó por extenderse al gobierno nacional, que también aportó por considerarla “un justo homenaje de gratitud de la República a uno de sus más ilustres precursores”. Una vez recolectada la suma suficiente que permitiera iniciar la obra, se designa como escultor al español Dionisio Renart y García por recomendación del entonces presidente de la República de Colombia, Rafael Reyes. En palabras del escultor:    
Los largos pliegues abandonados a sí mismos, cayendo suavemente y, hasta cierto punto, de una manera descuidada —continúa Renart— me han parecido un medio de expresar mejor al hombre que dejando lo material, dirige sus sabias enseñanzas al espíritu. Su mano derecha parece invitar a los hombres a aprender de la admirable obra que con él forma un todo y cuyos Estatutos sostiene con la mano izquierda sobre su cristiano corazón. El pie derecho avanzando ligeramente, nos presenta a fray Cristóbal de Torres como hombre emprendedor que camina hacia el ideal y que, mostrando su noble pecho a tal objeto, no tiene que detenerse hasta la total consecución de sus propósitos. 
La estatua está construida en bronce y con estilo renacentista. La altura total del monumento es de 5 metros y medio, divididos así: 3 metros para el pedestal y dos metros y medio de altura para la estatua. La cual inició su viaje desde Barcelona el 10 de febrero de 1909 y llegó a Barranquilla en marzo del mismo año. Desde allí remonta por el río Magdalena. Inicialmente se tenía planeado que llegara a Girardot y fuera transportada hasta la sabana de Santafe de Bogotá en ferrocarril. Sin embargo, para dicha fecha, se estaba finalizando la obra del Ferrocarril de Girardot y no fue posible usarlo para transportar la estatua. El viaje terminó por la carretera del Cambao, pues era la única que existía entre el río Magdalena y el altiplano. Dicha carretera fue construida rudimentariamente con el único propósito de llevar los materiales a los ferrocarriles del altiplano. Esto explica el hecho de que, a pesar de haber llegado a Colombia en marzo, su viaje hasta centro de Bogotá tardara 5 meses. Finalmente, la estatua llegó al claustro del colegio Mayor el 10 de agosto de 1909 y una semana después, es puesta sobre el pedestal. La inauguración del monumento tuvo lugar el 10 de octubre de 1909 durante la celebración de la fiesta de la Bordadita.

#### La escalera
La escalera del claustro conectan la primera planta con la segunda en el sector noroccidental. Se encuentran allí desde la fundación, pero han tenido cambios; uno de ellos se hizo después del terremoto que azotó a Bogotá en 1917 y que causó importantes daños en la infraestructura del claustro. Así se registró en la Revista del Rosario:

Hubo dos temblores importantes, el 29 y el 31 de agosto [de 1917]; el último forzó a desalojar prácticamente todo el internado. Mas la función continuó, siguiendo las clases en el claustro nuevo, que ajustaba apenas una década. Su arquitecto, Alejandro Manrique, en unión de los ingenieros Manrique y Fonseca, se encargó del examen pericial de los edificios. Entre grietas de paredes, techos dislocados y entablados de salones, el presupuesto del arreglo ascendía a 32 000 pesos oro. Cifra que entonces debía de ser respetable, como que debió acudirse a un auxilio de la Cámara de Representantes, mediante proyecto de ley de viejos rosaristas. El auxilio (Ley 58 de 1917) no se hizo efectivo hasta marzo de 1919, por lo que debió ocurrirse a un préstamo del Banco Hipotecario, por valor de 10 000, hipotecando la casa contigua a la rectoral, con aprobación de la Consiliatura y del patrono.
Según documentos y fotos disponibles en el Archivo Histórico de la Universidad del Rosario, la icónica escalera del claustro cambió su modesta balaustrada (barandilla) de madera a una de piedra luego del terremoto. Posteriormente, en 1968, el arquitecto Luis Alberto Acuña se encargó de la restauración arquitectónica del claustro y de la capilla de Nuestra Señora del Rosario, incluso realizó cambios en el aspecto de la barandilla de la escalera. Sigue siendo de piedra, pero con adornos tallados.
Es un símbolo arquitectónico que también hace parte de la identidad rosarista. Esto se refleja, por ejemplo, en el poema dedicado a las escaleras escrito por Nicolás Bayona Posada (1899-1963) en 1922:

Lamida por el roce de los años 

levantarse contemplo todavía
la piedra secular de tus peldaños. 
Al punto la revuelta fantasía 
a los brillantes siglos me traslada 
del saber, del valor, de ia hidalguía
y te puebla-potente como un hada-
de augustas sombras cuyo andar de raso
apenas vibra en la mansión callada. 
Ved. Adelante, con incierto paso, 
avanza el Fundador. En su camino
se extiende el sol con languidez de ocaso; 
muestra en los ojos resplandor divino
y el hábito se viste que ilustraron

Alberto Magno y el Doctor de Aquino.

### El Himno
La letra del himno de la Universidad del Rosario fue escrita por el poeta y filósofo bogotano Luis María Mora, y su musicalización corrió por cuenta del maestro caleño Jerónimo Velasco.  Mediante concurso, se le solicitó a Mora la composición del himno para conmemorar las bodas de plata del rectorado del Monseñor Rafael María Carrasquilla.
El himno completo incluye cinco estrofas acompañadas de un coro, en donde se exalta el patriotismo de los rosaristas que participaron en la Independencia y en la formación del Estado colombiano. En suma, la letra del himno apela a la memoria histórica de la Universidad, para que los jóvenes continúen con el legado de sus predecesores:

#### Coro
¡Oh claustro venerado!
Bajo tu augusto techo
Sin ocultarse impera
De la verdad el sol;
Los héroes de la Patria
Crecieron a tu abrigo
Y vida interminable
Te da la religión.

#### Estrofas
I
Los ínclitos guerreros
Que en rápidos corceles:
Con ímpetus gloriosos:
Volaron a la lid,
Sacaron de tus aulas
Valor y fe indomables
Y el ánimo del mártir
Para saber morir.
II
Del Bárbula en la cumbre
Por lecho la bandera
La muerte ungió las sienes
Del noble Girardot;
Las ondas del Caribe
Cubrieron a D’Elúyar'
Y forman sus empresas
Magnífico blasón.
III
De Caldas la constancia
Será perenne ejemplo
A todos los que buscan
La lumbre del saber,
Y de Camilo Torres
La férvida elocuencia
Abrazará los pechos
Con ansias para el bien.
IV
El bronce perpetúa
La imagen del ibero
Que levanto sus muros
Y consagró tu altar;
Erguida está su diestra
Tu claustro bendiciendo,
Y eterna cual su gloria
Será su pedestal.
V
¡Oh Virgen del Rosario!
Protege nuestras aulas;
Fe, ciencia, amor y bríos
Dale a la Juventud;
Ampara de Colombia
Los sacros pabellones
Y alumbra nuestra mente
Con tu inefable luz!

### En la numismática
El billete de 200 pesos colombianos actualmente fuera de circulación, tiene en su reverso la imagen del claustro de la Universidad del Rosario y la capilla de La Bordadita así como en su anverso la imagen de José Celestino Mutis, catedrático de la universidad.

## Rectores
Rectores de la Universidad del Rosario
| Rector                            | Período                             |
| --------------------------------- | ----------------------------------- |
| Ana Isabel Gómez Córdoba          | Desde el 24 de octubre de 2024      |
| Gustavo A. Quintero Hernández (e) | 2024 - actual                       |
| Alejandro Cheyne García           | 2022 - 2024 2018 - 2022             |
| Stephanie Lavaux (e)              | 2018                                |
| José Manuel Restrepo Abondano     | 2014 - 2018                         |
| Hans Peter Knudsen                | 2002 - 2006 2006 - 2010 2010 - 2014 |